# Walther Roth
Walther Adolf Roth (* 30. Dezember 1873 in Berlin; † 30. März 1950 in Braunschweig) war ein deutscher Chemiker (Physikalische Chemie). Er war Professor an der TH Braunschweig.

## Leben und Werk
Sein Vater Justus Roth war der Sohn eines Apothekers in Hamburg und Professor für Geologie in Berlin. Seine Mutter war eine Tochter von Adolf Trendelenburg. Er studierte Naturwissenschaften in Tübingen, unter anderem bei Ferdinand Braun und Lothar Meyer, wandte sich dort der Chemie zu und setzte das Studium in Berlin fort, wo er bei Emil Fischer und Emil Warburg, Jacobus Henricus van ’t Hoff und Hans Heinrich Landolt hörte. 1897 wurde er bei Hans Jahn  (1853–1906) promoviert (Über die Löslichkeit von Stickoxydul in Lösungen von Nichtelektrolyten und verschieden stark dissoziierten Elektrolyten).
Danach war er Assistent von Jahn und habilitierte sich 1903 (Präzisionskryoskopie von Nichtelektrolyten). Als Walther Nernst 1904 als Nachfolger von Landolt das Institut für Physikalische Chemie übernahm, wurde Roth sein Assistent und richtete ein physikalisch-chemisches Praktikum ein, aus dem ein Lehrbuch hervorging. 1906 wurde er außerordentlicher Professor für Physikalische Chemie in Greifswald und 1919 wurde er ordentlicher Professor für Physikalische Chemie in Braunschweig. 1938 wurde er emeritiert.
Er setzte danach seine Forschungen an der Universitätsklinik Freiburg fort, wo er bessere Laborbedingungen als in Braunschweig hatte und so auch einige durch das beengte Labor bedingte Fehlmessungen korrigieren konnte. Bei den Bombenangriffen auf Freiburg verlor er alle Unterlagen und Laboreinrichtungen und setzte seine Arbeit mit Unterstützung von Hoffmann-La Roche in der Nähe von Basel fort. 1948 kehrte er unheilbar erkrankt nach Braunschweig zurück.
Er ist besonders für seine genauen Messungen in der Thermochemie bekannt (z. B. Messung Verbrennungswärme mit Kalorimetern und von Reaktionswärmen).
Er war Herausgeber des Landolt-Börnstein und des Chemikerkalenders.

## Ehrungen
1932 wurde Roth zum Mitglied der Deutschen Akademie der Naturforscher Leopoldina gewählt. 1935 erhielt er gemeinsam mit Karl Ziegler die vom Verein Deutscher Chemiker gestiftete Liebig-Denkmünze. 1937 wurde er zum korrespondierenden Mitglied der Göttinger Akademie der Wissenschaften gewählt. Auch die Braunschweigische Wissenschaftliche Gesellschaft nahm ihn 1944 als korrespondierendes Mitglied auf.

## Schriften
- mit Fritz Eisenlohr: Refraktometrisches Hilfsbuch. Veit, Leipzig 1911. 2. Auflage: De Gruyter 1952 (Neubearbeitung Eisenlohr, Fritz Löwe).
- Grundzüge der Chemie mit besonderer Berücksichtigung der anorganischen Chemie und Technologie. Vieweg 1925.
- Physikalisch-chemische Übungen. 1907. 4. Auflage: Voss, Leipzig 1928.
- Grundzüge der Chemie für Ingenieure. 2. Auflage. Vieweg 1928.
- Thermochemie. Sammlung Göschen. De Gruyter, 2. Auflage 1952.
- mit Friedrich Becker: Kalorimetrische Methoden zur Bestimmung chemischer Reaktionswärmen. Vieweg 1956.